# Thomas Gataker
Thomas Gataker est un théologien et critique anglais, né à Londres le 4 septembre 1574 et mort à Cambridge le 27 juillet 1654.

## Biographie
Après avoir fait ses études à Cambridge, il est successivement précepteur et chapelain dans des maisons particulières et prédicateur à la Lincoln's Inn en 1601. Vers 1620, il fait de longs et utiles voyages sur le continent et sert chaleureusement les intérêts du protestantisme. La faiblesse de sa santé l’oblige de vivre dans la retraite, et il se consacre aux importants travaux qui illustrent son nom. Il veut reprendre, en 1647, ses fonctions de prédicateur ; mais il doit y renoncer par suite de la rupture d’un vaisseau de la poitrine.
Il est, en 1643, le premier des quarante-sept ministres qui adressent une remontrance à l’armée contre le projet de juger et de condamner le roi. Disgracié et mal vu par le gouvernement républicain, dépouillé de ses appointements par ses paroissiens, Gataker se console par la lecture et la méditation.

## Œuvres
On a de lui de nombreux ouvrages, parmi lesquels : 
- Discours sur la nature et l’usage des loteries (Londres, 1619, in-4°) ;
- Animadversiones in L. Lucii scriptum de causa meritoriæ nostræ justificationis, etc. (Londres, 1641, in-4°) ;
- De diphthongis sive bivocalibus (Londres, 1646, in-8°) ;
- De Novi Testamenti stylo dissertatio (Londres, 1648, in-4°) ;
- Marci Antonini imperatoris de rebus suis, sive de iis quæ ad se pertinere censebat libri XII, cum versione latina et commentariis (Cambridge, 1652, in-4°) ;
- Adversaria miscellanea posthuma in quibus sacræ Scripturæ primo, deinde aliorum scriptorum, locis multis lux affunditur (Londres, 1659), ouvrage posthume, publié par Charles Gataker.

Une partie des ouvrages de Gataker a été recueillie sous le titre de Opera critica (Utrecht, 1608, in-fol.).